# Caroline Waterlow
Caroline Waterlow é uma cineasta estadunidense. Venceu o Oscar de melhor documentário de longa-metragem na edição de 2017 pelo trabalho na obra O.J.: Made in America, ao lado de Ezra Edelman.

## Prêmios e indicações
- O.J.: Made in America
- Makers: Women Who Make America
- Supermensch: The Legend of Shep Gordon
- Cutie and the Boxer
- Brooklyn Dodgers: The Ghosts of Flatbush
- American Experience
- History Rocks
- The American President